# Adair Ferguson
Adair Janelle Ferguson OAM (* 5. Oktober 1955 in Brisbane) ist eine ehemalige australische Leichtgewichts-Ruderin. Ferguson war die erste australische Ruder-Weltmeisterin.

## Sportliche Karriere
Ferguson war lange als Skilangläuferin aktiv und begann erst im Alter von 29 Jahren mit dem Rudersport. Sie war 1985, 1989, 1993 und 1994 australische Meisterin im Leichtgewichts-Einer. 1986 war sie Meisterin im Einer ohne Gewichtsbeschränkung, im Doppelzweier gewann sie die Meistertitel 1986 und 1988.
Bei den Weltmeisterschaften 1985 in Hazewinkel standen erstmals Entscheidungen im Leichtgewichtsrudern auf dem Programm, nachdem 1984 Demonstrationswettbewerbe ausgetragen worden waren. In Hazewinkel siegte Ferguson mit fast zwei Sekunden Vorsprung vor der Rumänin Maria Moșneagu und gewann den ersten Titel für Australien, seit 1974 Frauenrudern auf dem Programm der Weltmeisterschaften stand.
Im Jahr darauf bei den Commonwealth Games 1986 in Edinburgh siegte Ferguson im Leichtgewichts-Einer und belegte den vierten Platz im Einer ohne Gewichtsbeschränkung. Bei den Weltmeisterschaften 1986 belegte sie den fünften Platz im Leichtgewichts-Einer. In den nächsten Jahren versuchte Ferguson sich in den Bootsklassen ohne Gewichtsbeschränkung, um sich für die Olympischen Spiele 1988 zu qualifizieren. Der australische Verband nominierte dann 1988 keine Ruderin für die Olympiamannschaft.
Ab 1989 trat Ferguson wieder im Leichtgewichts-Einer an. Nach einem siebten Platz bei den Weltmeisterschaften 1989 wurde sie 1990 in Tasmanien Sechste. 1993 in Račice u Štětí wurde sie Fünfte und 1994 in Indianapolis noch einmal Sechste.
Adair Ferguson wurde 1986 in die Sport Australia Hall of Fame aufgenommen. 1987 erhielt sie die Medaille des Order of Australia.